# José Delaquerrière
José Mario Louis Delaquerrière (* 16. September 1886 in Paris; † 10. April 1978 in Montreal) war ein französisch-kanadischer Operettensänger (Tenor), Komponist und Gesangspädagoge.

## Leben
Delaquerrière hatte den ersten Gesangsunterricht bei seinen Eltern, dem Operettensänger Louis Delaquerrière und der Konzertsängerin Louise de Miramont-Tréogate. Er studierte dann Gesang, Musiktheorie und verschiedene Musikinstrumente an der Schola Cantorum. Zu seinen Lehrern zählten u. a. Charles Bordes, Vincent d’Indy, Gabriel Fauré, Amédée Gastoué, Gabriel Grovlez und Guy de LaTombelle. Am Conservatoire de Paris war er Schüler von Edmond Duvernoy und Émile Pessard. 
Er begann seine Laufbahn als Operettensänger am Theatre Gaieté-lyrique und setzte sie nach seiner Zeit als Freiwilliger im Ersten Weltkrieg in Paris und der französischen Provinz fort. 1923 reiste er nach Kanada und trat am St-Denis Theatre in La Mascotte, La Fille de Madame Angot, Les Cloches de Corneville und Le Grand Mogol auf. Zudem wirkte er an der nordamerikanischen Erstaufführung von Igor Strawinskis Oper Renard mit dem Philadelphia Orchestra unter Leitung von Leopold Stokowski mit. 1924 nahm er in New York an den von Edgard Varèse organisierten Konzerten der International Composers' Guild teil und sang Solorollen in Giacomo Carissimis Jephte und Arthur Bliss’ The Tempest. 
Nach seiner Rückkehr nach Europa setzte er seine Laufbahn als Operettensänger fort, trat im Rundfunk auf und unterrichtete. 1938 übersiedelte er nach Montreal, 1958 erhielt er die kanadische Staatsbürgerschaft. Neben zahlreichen Auftritten im Rundfunk und Fernsehen widmete er sich in Montreal vor allem der Lehrtätigkeit: Er gründete das Conservatoire Populaire Delaquerrière, wo er bis 1966 mehr als 8.000 jungen Montrealern kostenlosen Gesangsunterricht gab; außerdem gründete und leitete er den Chœur de France. Seit 1951 war er Lehrer am Province of Quebec Music Conservatory.
Delaquerrière komponierte mehr als zweihundert Werke, neben Liedern mit Klavier- oder Orchesterbegleitung auch Klavierstücke und Kompositionen für andere Instrumente. 1975 wurde er als Mitglied des Order of Canada geehrt. 1976 veröffentlichte er das Buch Savoir chanter, das 2008 in einer überarbeiteten Auflage erschien. Aufnahmen von Delaquerrière als Sänger entstanden für His Master’s Voice in Montreal und Pathé in Paris.